# Brooks (Oregon)
Brooks – jednostka osadnicza w Stanach Zjednoczonych, w stanie Oregon, w hrabstwie Marion.